# Myosorex meesteri
Myosorex meesteri és una espècie d'eulipotifle de la família de les musaranyes (Soricidae). Viu a Zimbàbue i Moçambic. És petita en comparació amb altres representants del gènere Myosorex. Té el pelatge marronós. El seu hàbitat natural són els herbassars humits. L'espècie fou anomenada en honor del mastòleg J. A. J. «Waldo» Meester. Com que fou descoberta fa poc, l'estat de conservació d'aquesta espècie encara no ha estat avaluat formalment.